# Duzluk
Duzluk es una localidad de Croacia situada en el municipio de Orahovica, en el condado de Virovitica-Podravina. Según el censo de 2021, tiene una población de 136 habitantes.

## Demografía
| Gráfica de población de Duzluk 1869-2021                           |
|                                                                    |
| Según los censos de población de la Oficina de Estadísticas Croata |